# 1883 en journalisme
Cet article présente els faits marquants de l'année 1883 en journalisme.

## Évènements
- Le journal La Croix, créé trois ans plus tôt, passe en parution quotidienne[1].